# Lamone

Lamone. Historisches Luftbild von Werner Friedli (1964)

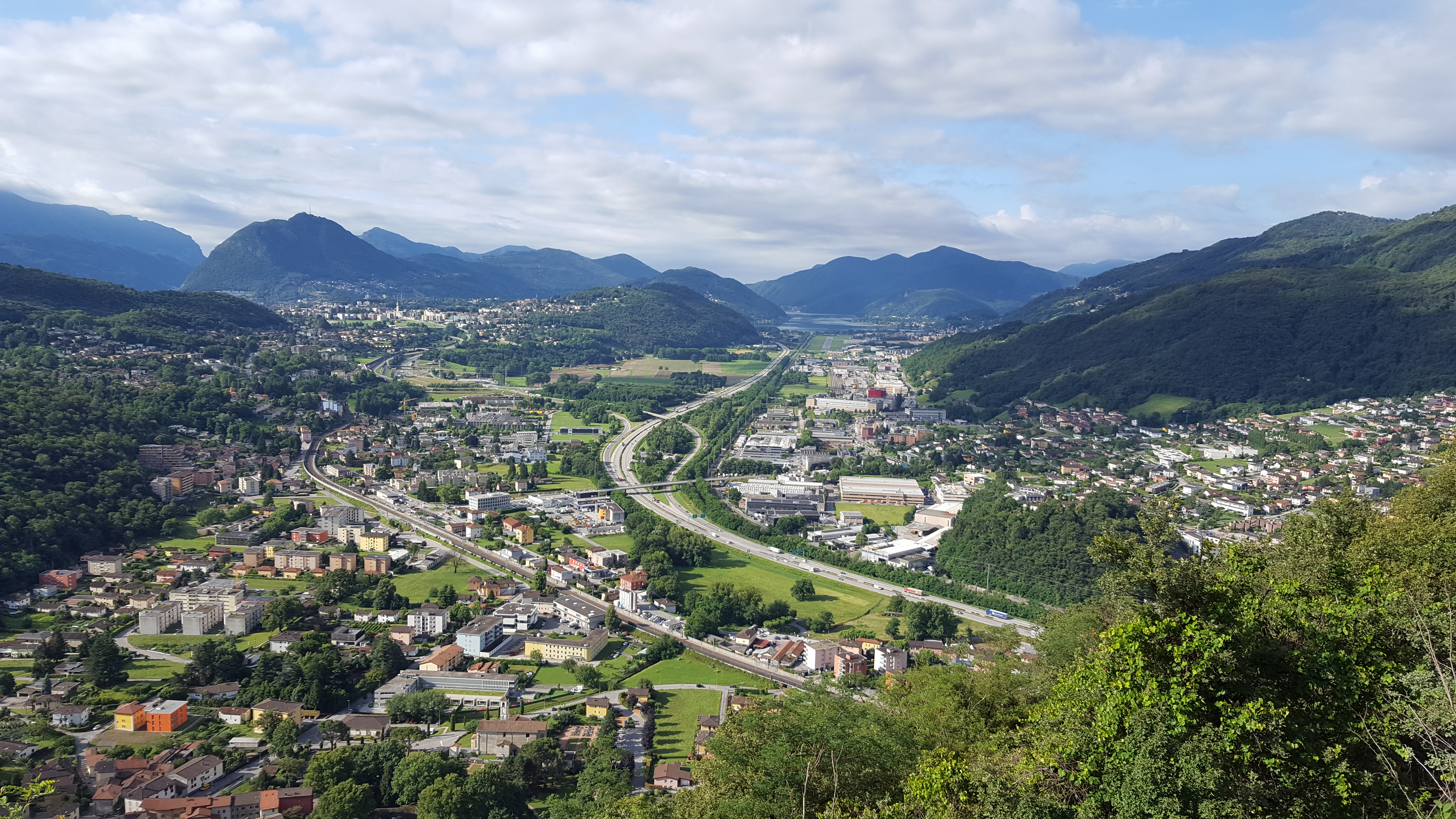
Lamone und Umgebung

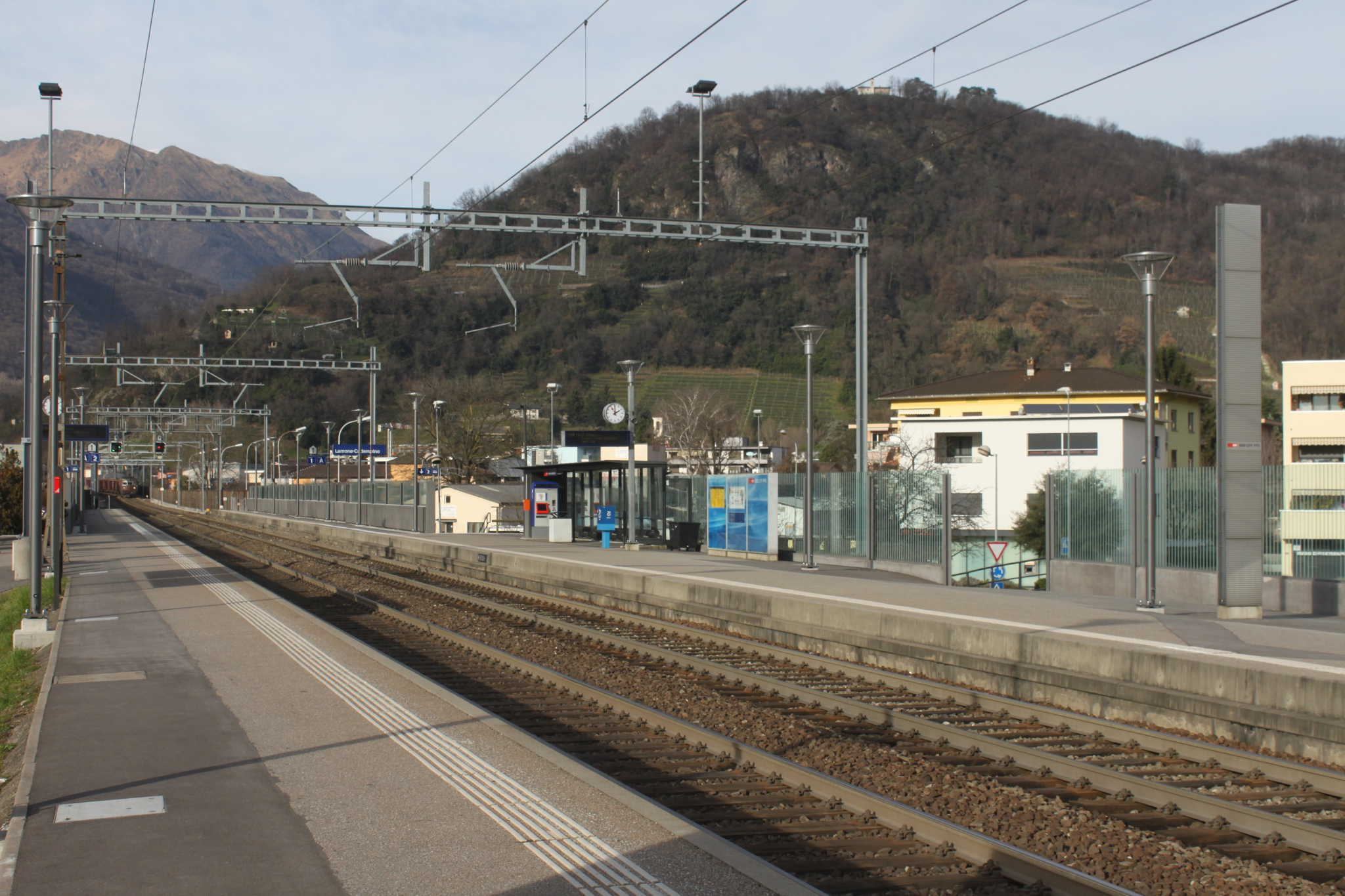
Bahnhof Lamone-Cadempino mit dem Hügel San Zeno im Hintergrund

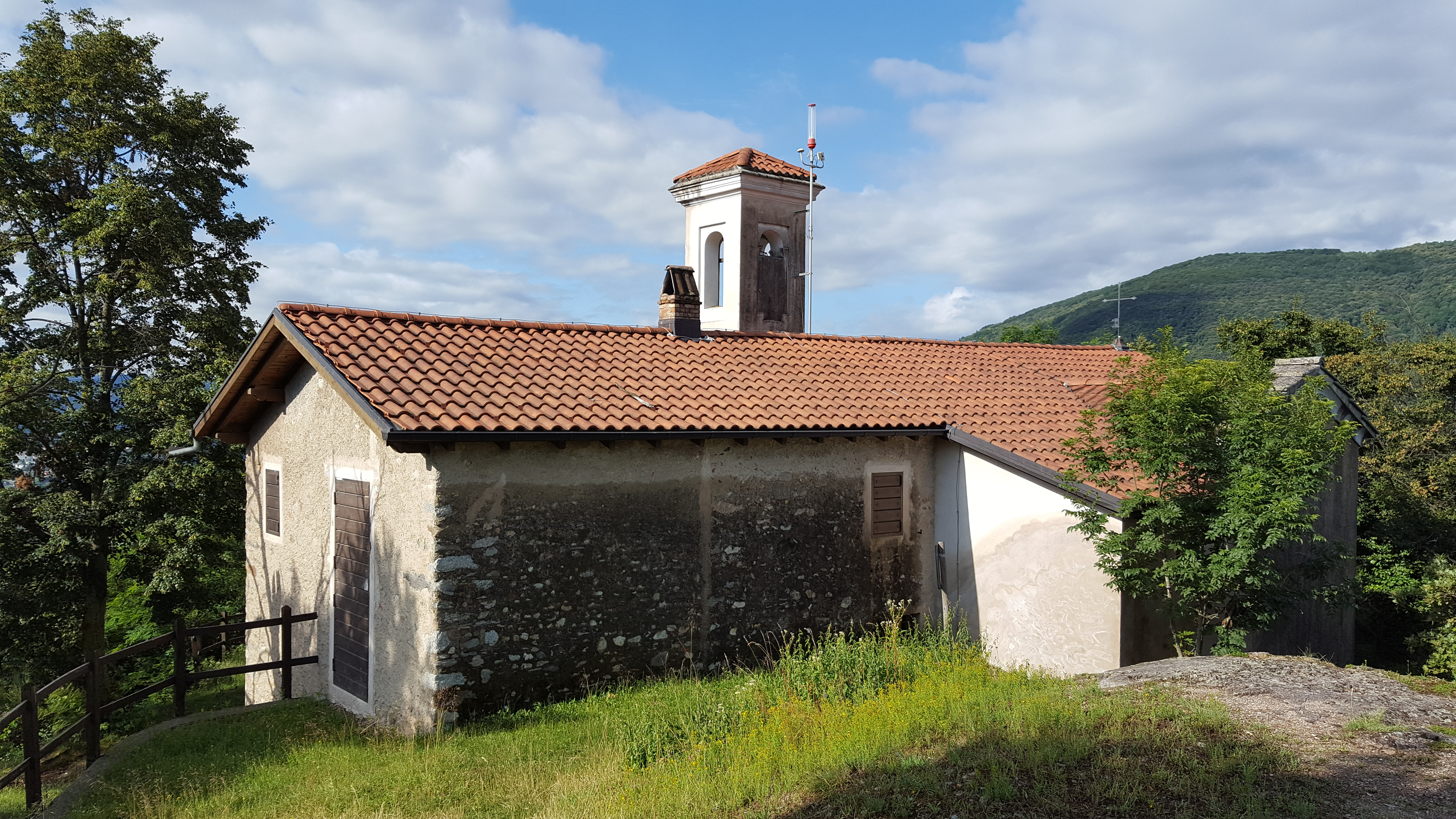
San Zeno

Lamone ist eine politische Gemeinde im Kreis Vezia im Bezirk Lugano des Kantons Tessin in der Schweiz.

## Geographie
Am Hügelfuss des San Zeno (561 m ü. M.) und am linken Flussufer des Vedeggio gelegenes Strassendorf, das auch den Weiler Ostarietta umfasst. 
Die Nachbargemeinden sind im Norden Torricella-Taverne, im Osten Origlio und  Cureglia, im Süden Cadempino und Manno TI, im Westen Bedano und Gravesano.

## Geschichte
Das Dorf war schon 854 als Namonni erstmals erwähnt. Auf dem Hügel San Zeno wurde ein Schalenstein gefunden. Güter und Lehensrechte besassen hier im 9. Jahrhundert wahrscheinlich die Benediktinerabtei Sant’Ambrogio von Mailand, das Domkapitel von Como, ab dem 15. Jahrhundert die Herzöge von Mailand, 1423 das Spital Santa Maria von Lugano, das Spital San Giuseppe und 1514 das Kloster Santa Maria del Carmelo in Piacenza. 1529 gingen die Rechte von San Giuseppe sowie vom Kloster Santa Maria del Carmelo an die Familie Laghi von Lugano über.
Lamone bildet nach wie vor eine eigenständige Bürgergemeinde.

## Bevölkerung
Einwohnerzahlen: Volkszählungsdaten

## Sehenswürdigkeiten
- Pfarrkirche Sant’Andrea[8]
- Beinhaus[8]
- Oratorium San Zeno[8]
- Wohnhaus Ghezzi[8]
- Villa San Zeno[8]
- Villa Sobrio[8]
- Vorgeschichtliche Kuppelsteine[8]